# Claude Colette
Pour les articles homonymes, voir Colette.
Claude Colette (né le 4 mars 1929 à Châtellerault et mort le 20 septembre 1990 à Toulouse) est un coureur cycliste français, professionnel entre 1952 et 1963.

## Biographie
Il est inhumé à Vabre-Tizac.

## Palmarès
- 1950
  - Champion du Poitou
- 1951
  - Circuit du Cher
  - 3e du Circuit boussaquin
  - 3e du Grand Prix de la Trinité
- 1952
  - 2e du Grand Prix de Châtel-Guyon
- 1953
  - 3e de Lyon-Montluçon-Lyon
- 1954
  - 2e du Grand Prix de Châtel-Guyon
- 1955
  - Lyon-Montluçon-Lyon
  - Circuit des Deux Ponts à Montluçon
  - 2e des Boucles du Bas-Limousin
  - 2e du Grand Prix des chaussures Léon Daniel
- 1956
  - 2e de Lyon-Montluçon-Lyon
- 1957
  - Grand Prix international de Treignac
  - 1re étape du Grand Prix Phillips
  - 2e du Grand Prix Phillips
  - 2e du Circuit d'Auvergne
  - 3e du Circuit de la Vienne
- 1958
  - 3e du Critérium national
  - 8e de Liège-Bastogne-Liège
  - 10e de Milan-San Remo
- 1959
  - 4eb étape du Tour de Catalogne
  - 7e du Tour de Catalogne
- 1960
  - 2e du Critérium national
  - 3e du Grand Prix de Monaco
  - 5e de Paris-Nice
- 1961
  - 2e du Circuit de la Vienne
- 1962
  - 3e de Liège-Bastogne-Liège

## Résultats sur les grands tours

### Tour de France
5 participations
- 1953 : 58e, vainqueur du Prix Henri Desgrange
- 1955 : 24e
- 1957 : abandon (4e étape)
- 1958 : abandon (21e étape)
- 1960 : abandon (13e étape)

### Tour d'Espagne
1 participation
- 1959 : 19e